# Fazughli
Fazughli fou un regne del sud del Sudan prop de la frontera etíop, vassall del sultanat funj de Sennar. La capital fou la vila del mateix nom a pocs quilòmetres de la frontera etíop, existent avui dia al costat d'un embassament modern. La seva importància derivava de l'or que portava un riu. El rei, que tenia el títol de makk, duia com insígnia un cobriment ple de corns. A la caiguda del sultanat el regne va subsistir fins que el 1821 o gener del 1822 fou conquerit per Ismail Kamil Pasha, serasker de l'exèrcit de Muhammad Ali d'Egipte, i llavors va quedar sota sobirania d'Egipte pagant un tribut. El 1841 fou capital d'una de les set províncies en què es va dividir el Sudan (Fazughli, Sennar, Khartum, Taka, Berber, Dongola i Kordufan). El 1867 la província fou unida a Sennar. Sota Abbas I d'Egipte va esdevenir lloc de desterrament. En no poder-se explotat l'or va perdre importància.